# Sunca nezavisnosti
Sunca nezavisnosti (Les Soleils des indépendances) prvi je roman Ahmadoua Kouroume objavljen 1968. godine. Pripovijeda o životu mandinškog princa Fame Doumbouya koji je pozvan naslijediti svojeg rođaka Lacinu na čelu zemlje Horodougou. Nezavisnost svoje zemlje donijela je Fami samo nesreću i neimaštinu. Junak se bez uspjeha trudi poništiti proročanstvo koje predviđa propast njegove dinastije. Roman opisuje godine kada Afrika svjesno odlučuje preuzeti svoju sudbinu u vlastite ruke. Ostvarena nezavisnost donijela je mnogo sreće, ali je bila popraćena i razočaranjima.

## Povijesni i književni kontekst
Tjedni provedeni u zatvoru potaknuli su Kouroumu da svoja iskustva i razmišljanja zabilježi u literarnom obliku. Tako je nastao njegov prvi književni uspjeh Sunca nezavisnosti koji prenosi sveopće razočaranje naroda vlašću u državi. Nažalost, Kourouma je izdavača pronašao tek u Kanadi zbog odvažnog korištenja francuskog jezika. Njegov roman prvijenac ilustrira društvenu i političku krizu koja je pogodila zemlju, a posebice narod Mandinka koji gube politički prestiž s dolaskom nezavisnosti. Roman sadrži i autobiografske motive jer je i sam Kourouma bio pripadnik ovog naroda te je upoznat s njegovim običajima. Roman je dočekan s mnogo osuda zbog svojeg jezičnog izražaja, no one su ubrzo zamijenjene pohvalama afričkih kritičara koji su u njemu prepoznali obranu jedinstvene afričke kulture jezikom koji reflektira izmiješanost raznih kultura i dugogodišnju povezanost između Francuske i njezinih kolonija u Africi.

## Stil
Izmjenjujući francuski jezik i prilagođavajući ga misli i strukturama jezika Mandinka, Kourouma je dao svojem djelu određenu snagu i živost. Dok su ga neki okarakterizirali skandaloznim i neprimjerenim, drugi su bili oduševljeni originalnošću autora. Kourouma je na kreativan način proširio spektar i mogućnosti francuskog jezika kako bi mogao što bolje izraziti svoje misli na materinskom jeziku. Velik broj metafora, slika i jezičnih konstrukcija temeljenih na jeziku Mandinka izdvajaju ovaj roman po svojoj lokalnoj obojanosti i posebnosti. Pripovjedač je sveznajući te mjestimice zamjenjuje tradicionalnu objektivnost pripovjedača subjektivnošću jednog od likova jer Kourouma opisuje perspektivu i daje glas nekolicini svojih likova u ovom romanu.

## Značaj djela za povijest književnosti
Djela Ahmadoua Kouroume imaju značajno mjesto u frankofonskoj književnosti. Unatoč malom opusu koji se sastoji od samo 5 romana i nekoliko knjiga za djecu, kod Kouroume vidljiv je značaj njegovog povezivanja sintaktičkih osobina između francuskog i jezika Mandinka što rezultira u kompleksnosti jezika koji reflektira istu takvu situaciju u Africi. Sunca nezavisnosti prikazuju tjelesnu i moralnu degradaciju njezinih likova koji su obilježeni bijedom i nezadovoljstvom ostvarene nezavisnosti. Ovaj novi svijet u romanu prikazan je kao negacija tradicionalnog svijeta i rušenja njezinih ideala. Roman svjedoči razočaranju koje proizlazi iz autonomije i osuđuje postignutu nezavisnost koja je svojem narodu uzrokovala više nesreća nego koristi.

## Sažetak radnje
Radnja počinje pogrebom Ibrahima Koné koji postaje mjesto političkog sukoba u kojem Fama pretrpi nekoliko provokacija. Fama više ne posjeduje nikakav autoritet jer više nitko ne sluša nekadašnjeg princa. Pripovjedač govori o Faminoj prošlosti i gubitku krune te o situaciji u utopijskoj zemlji u kojoj je smještena radnja, République de la Côte des Ebènes, koja već svojim imenom uvelike podsjeća na Obalu Bjelokosti. Kolonizacija je uništila vlast naroda Mandinka, a postignuta nezavisnost još je gora od razdoblja kolonizacije. Pripovjedač se nadalje koncentrira na život Salimate, Famine žene, i opisuje bolnu eksciziju koju je pretrpjela u mladosti te silovanje koje je uslijedilo. Čitatelj saznaje da je Salimata već bila u braku s Baffijem kojemu je pogoršala bruh u napadu histerije i time ga posljedično i ubila. Pripovjedač nam opisuje odnos Salimate i njezinoga sadašnjeg muža, Fame, i nastavlja opisujući njezin posao kao prodavačice riže na ulici. Prilikom prodavanja riže, Salimatu napada nezadovoljna skupina mušterija koja je došla prekasno da dobije hranu besplatno i ona odlazi svojem marabutu Abdoulayeu s kojim zajedno žrtvuje pijevca nakon čega je i on pokuša silovati. Glavni okvir priče odvija se u ovom dijelu romana kada Lacina, Famin rođak, koji je preuzeo krunu njihova naroda, iznenada umre. Fama započinje put od glavnog grada u kojem živi k svojem rodnom selu Togobali i susreće Diakitéa koji mu govori o socijalizmu u Africi. Pisac nam nudi još jedan primjer posljedica socijalizma u liku Konatéa koji mu se ne protivi, ali smatra da je partija preoštra. Fama razmišlja o Salimati i o njezinoj reakciji ako se oženi Mariam te čak pomišlja da ostane živjeti u svojem selu. Kada dolazi u Salimatino selo, dočekuju ga kao pravog princa, ali taj osjećaj uzvišenosti ubrzo mu je uskraćen kada granični dužnosnik zahtjeva njegove papire kako bi mogao preći granicu. Kada je napokon bio došao u svoje selo, sreo je članove drugih dinastija vezanih uz njegovu dinastiju Doumbouya. Pripovjedač opisuje obrede vrača Balle i pripovijeda priču o tome kako je on postao lovac. U selu se održao politički skup i Fama je proglašen vođom. Sljedeći dan pripovjedač opisuje Lacinin pogreb koji završava žrtvovanjem volova. Iako se Fami nudi bogatstvo i prestiž u rodnom selu, on ipak odlučuje vratiti se u glavni grad s Mariam gdje ih srdačno dočekuje Salimata. Međutim, Famu će uskoro mučiti puno veći problem nego neslaganje njegovih dviju žena, a to je zatvor. Uspijeva preživjeti loše uvjete u zatvoru, ali uskoro ga sele u logor gdje ga ispituju o njegovom odnosu s nekadašnjim ministrom Nakouom za kojega se smatra da je vođa pobune protiv partije. Fama govori ispitivačima o snu koji je usnuo, a oni mu pridaju previše važnosti pa osuđuju Famu na dvadeset godina robije. Fama provodi godine u zatvoru moleći se, a jedina stvar za kojom žali jest što se nije uspio oprostiti od Salimate. Jedan ga dan odvedu na skup gdje predsjednik država oprašta svim zarobljenicima i oslobađa ih. Fama odlazi na put prema glavnom gradu s Bakaryjem koji mu govori o svemu što se dogodilo u Togobali nakon njegova uhićenja. Govori mu da je Salimata otišla s Abdoulayem, a Mariam sa svojim vozačem taksija. Ne rekavši ništa, Fama silazi s autobusa nasred puta i nastavlja prema svojoj zemlji Horodougou s ciljem da tamo umre što prije jer mu je to sudbina. Fama opet nailazi na probleme na granici jer je bivši osuđenik bez papira i u očaju skače među kajmane koji su sveti njegovom narodu i rani se. Uskoro se sazna da ga nije ranio metak graničara, nego ugriz te svete životinje što dokazuje da je Fama bio veliki vođa. Fama umire od rane nalazeći se nekoliko kilometara udaljen od svojeg rodnog sela.